# 메이저 리그 베이스볼 와일드카드 게임
메이저 리그 베이스볼 와일드카드 게임(Major League Baseball wild-card game)은 2012년부터 메이저 리그 베이스볼 포스트시즌의 일부로서 치러지고 있는 단판 승부 경기이다. 1995년부터 2011년까지는 아메리칸 리그와 내셔널 리그에서 각각 지구 1위 세 팀과 와일드카드 한 팀을 선발하여 포스트시즌을 치렀는데, 여기에 와일드카드 2위를 추가했다. 각 리그에서 와일드카드를 받은 두 팀은 단판 승부를 벌이며, 여기서 승리한 팀이 디비전 시리즈에 진출한다. 와일드카드 게임은 정규 시즌 기록이 더 좋았던 팀의 홈구장에서 치러진다.

## 결과
| 진한 글씨 | 와일드카드 게임 승자 |
|           | 월드 시리즈 진출     |
|           | 월드 시리즈 우승     |

### 아메리칸 리그
| 연도 | 원정                | 감독          | 점수       | 홈                  | 감독          |
| ---- | ------------------- | ------------- | ---------- | ------------------- | ------------- |
| 2012 | 볼티모어 오리올스   | 벅 쇼월터     | 5–1        | 텍사스 레인저스     | 론 워싱턴     |
| 2013 | 탬파베이 레이스     | 조 매든       | 4–0        | 클리블랜드 인디언스 | 테리 프랑코나 |
| 2014 | 오클랜드 애슬레틱스 | 밥 멜빈       | 8–9 (12회) | 캔자스시티 로열스   | 네드 요스트   |
| 2015 | 휴스턴 애스트로스   | A. J. 힌치    | 3–0        | 뉴욕 양키스         | 조 지라디     |
| 2016 | 볼티모어 오리올스   | 벅 쇼월터     | 2–5        | 토론토 블루제이스   | 존 기븐스     |
| 2017 | 미네소타 트윈스     | 폴 몰리터     | 4–8        | 뉴욕 양키스         | 조 지라디     |
| 2018 | 오클랜드 애슬레틱스 | 밥 멜빈       | 2–7        | 뉴욕 양키스         | 에런 분       |
| 2019 | 탬파베이 레이스     | 밥 멜빈       | 5-1        | 오클랜드 애슬레틱스 | 에런 분       |
| 2020 | 토론토 블루제이스   | 찰리 몬토요   | 2승        | 탬파베이 레이스     | 케빈 캐시     |
| 2020 | 뉴욕 양키스         | 애런 분       | 2승        | 클리블랜드 인디언스 | 테리 프랑코나 |
| 2020 | 휴스턴 애스트로스   | 더스티 베이커 | 2승        | 미네소타 트윈스     | 로코 발델리   |
| 2020 | 시카고 화이트삭스   | 릭 렌테리아   | 2승 1패    | 오클랜드 애슬레틱스 | 밥 멜빈       |

### 내셔널 리그
| 연도 | 원정                  | 감독            | 점수    | 홈                      | 감독              |
| ---- | --------------------- | --------------- | ------- | ----------------------- | ----------------- |
| 2012 | 세인트루이스 카디널스 | 마이크 매시니   | 6–3     | 애틀랜타 브레이브스     | 프레디 곤살레스   |
| 2013 | 신시내티 레즈         | 더스티 베이커   | 2–6     | 피츠버그 파이리츠       | 클린트 허들       |
| 2014 | 샌프란시스코 자이언츠 | 브루스 보치     | 8–0     | 피츠버그 파이리츠       | 클린트 허들       |
| 2015 | 시카고 컵스           | 조 매든         | 4–0     | 피츠버그 파이리츠       | 클린트 허들       |
| 2016 | 샌프란시스코 자이언츠 | 브루스 보치     | 3-0     | 뉴욕 메츠               | 테리 콜린스       |
| 2017 | 콜로라도 로키스       | 버드 블랙       | 8-11    | 애리조나 다이아몬드백스 | 토레이 로불로     |
| 2018 | 콜로라도 로키스       | 버드 블랙       | 2-1     | 시카고 컵스             | 조 매든           |
| 2019 | 밀워키 브루어스       | 크레이그 카운셀 | 3-4     | 워싱턴 내셔널스         | 데이브 마르티네즈 |
| 2020 | 밀워키 브루어스       | 크레이그 카운셀 | 2승     | 로스앤젤레스 다저스     | 데이브 로버츠     |
| 2020 | 세인트루이스 카디널스 | 마이크 쉴트     | 2승 1패 | 샌디에이고 파드레스     | 제이스 팅글러     |
| 2020 | 마이애미 말린스       | 돈 매팅리       | 2승     | 시카고 컵스             | 데이비드 로스     |
| 2020 | 신시내티 레즈         | 데이비드 벨     | 2승     | 애틀랜타 브레이브스     | 브라이언 스니커   |